# Dorotea Bucca

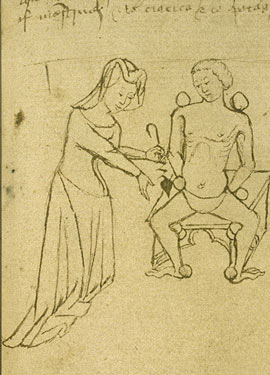
Dona metgessa cuidant un pacient

Dorotea Bucca o Bocchi (1360-1436) va ser una metgessa italiana del Renaixement. A la Universitat de Bolonya es va doctorar en medicina i filosofia moral, i més tard va obtenir-hi una càtedra. El seu pare havia ocupat prèviament el mateix càrrec.
Aquesta universitat es va caracteritzar, des dels seus inicis, per permetre a les dones matricular-s'hi, fet que va aprofitar Dorotea, que va començar a l'adolescència a estudiar medicina i filosofia moral. A la universitat es va doctorar en aquestes dues disciplines i més tard va obtenir la càtedra, ocupant el lloc de treball que havia desenvolupat el seu pare com a docent en la mateixa facultat. Va exercir el magisteri a la Universitat de Bolonya durant quaranta anys.
L'actitud d'educar les dones en el camp de la medicina a Itàlia va ser molt més liberal que a la resta d'Europa abans del segle xix. Anna Morandi Manzolini va ser professora d'anatomia a la Universitat de Bolonya l'any 1760, i altres dones italianes les aportacions de les quals han estat documentades en el camp de la medicina són Trotula de Salern (segle xi), Abella, Jacoba Félicié, Alessandra Giliani, Rebecca Guarna, Margarita, Mercuriade (segle XIV), Costanza Calenda, Clarice di Durisio (segle xv), Constanza, Maria Incarnata i Thomasia de Mattio.